# Characoma nilotica
Characoma nilotica is een vlinder uit de familie visstaartjes (Nolidae). De wetenschappelijke naam van deze soort is voor het eerst geldig gepubliceerd in 1882 door Rogenhofer.
De soort komt voor in tropisch Afrika.